# 이재호 (작곡가)
이재호(李在鎬, 1919년 10월 24일 ~ 1960년 6월 4일)는 일제강점기부터 활동한 대한민국의 대중음악 작곡가이다. 본명은 이삼동(李三同)이며 다른 예명은 무적인(霧笛人)이다. 부인은 김정선으로 슬하에 4남 1녀를 두었다.

## 생애
- 1919년 10월 24일 경상남도 진주 출생
- 일본 도쿄 우에노 음악학교 바이올린 전공
- 1960년 6월 4일 사망
- 1996년 10월 19일 문화훈장 추서

## 작품
- 대표 작품: 산장의 여인, 경상도 아가씨, 고향에 찾아와도, 귀국선, 꽃마차, 나그네 설움, 단장의 미아리 고개, 대지의 항구, 번지없는 주막, 산유화, 불효자는 웁니다, 복지만리, 울어라 기타줄, 무정열차, 홍콩 아가씨, 마의태자, 물레방아 도는 내력, 아네모네 탄식, 향수, 남강의 추억, 망향초 사랑 등 2,000여 곡 작곡
- 유작 : 2003년 “고향을 그리며” 장남 이범승 씨가 편곡하였고, 미국에서 2010년 유작품들을 다수 발견하여 2011년 발표하였다.

## 평가
| “ | 한국에 뿌리내려온 대중가요의 80년의 역사 그 수많은 뭇별들 중에서도 지금도 이 땅에 가요가 우리 국민과 함께 사랑받고, 숨쉬는 한, 영원히 빛날 큰 별이 있으니 그가 바로 천재 작곡가 이재호 (애칭:한국가요의 슈베르트) 입니다. 나라를 잃어 암울하고 고통스러웠던 일제시대, 감격의 해방을 맞으면서 기쁨에 들떠있던 혼란기, 또 동족상잔의 쓰라린 6.25 전쟁등 질곡의 세월을 거치면서 그때마다 주옥같은 선율로 민족의 가슴에 맺힌 한을 풀어주고 애환을 달래주었습니다. 좌절 속에서도 희망과 용기를 잃지 않게 해준 그의 작품들은 우리 가요를 한층 아름답고 빛나게 장식합니다. 이재호 선생이 가요 속에 남긴 겨레 사랑의 따뜻한 숨결은 우리 민족이 있는 한 영원토록 우리와 함께 할 것입니다. | ” |
|   | — 1996년 10월 21일 KBS 가요무대 - 보관문화훈장 서훈 기념 이재호 특집 |   |

## 같이 보기
- 서라벌레코드

## 참고 자료
- 강옥희, 이영미, 이순진, 이승희 (2006년 12월 15일). 《식민지시대 대중예술인 사전》. 서울: 소도. 275~276쪽쪽. ISBN 978-89-90626-26-4.
- 박성서 (2005년 6월 1일). “작가 탐구[02]작곡가 李在鎬 - '가요계의 슈베르트'라 불리었던 '한국의 타이론 파워'”. 한국가요작가협회보. |제목=에 지움 문자가 있음(위치 1) (도움말)